# Teresa Tomaszkiewicz
 (septembre 2021).
Teresa Tomaszkiewicz, née le 21 janvier 1956 à Łódź, est une linguiste polonaise, professeure à l'université Adam-Mickiewicz de Poznań, spécialiste en linguistique comparée, linguistique romane, communication médiatique, traductologie et sémiologie comparée. Elle a été doyenne de la Faculté des langues et des lettres modernes de l'université Adam Mickiewicz de 2008 à 2016.

## Biographie
Teresa Idalia Tomaszkiewicz est née en 1956, fille de Władysława Insarew-Roszczynowa, romanisante éminente de l'université de Łódź. En 1979, elle obtient une maîtrise de philologie romane à la  faculté de langues vivantes (pl) de l'université de Varsovie. Elle soutient en 1986 sa thèse de doctorat dans la même université. En 1994, elle obtient son habilitation en sciences du langage à la faculté des langues vivantes de l'université Adam-Mickiewicz, avec une monographie intitulée « Les opérations linguistiques qui sous-tendent le processus de sous-titrage des films ». En 2000, elle reçoit le titre de professeur.
Elle devient directrice de l'Institut de philologie romane est exerce pendant huit ans (2008-2016) la fonction de doyenne de la Faculté des langues modernes.
Elle est membre active de nombreuses associations et sociétés savantes comme la Société polonaise des langues vivantes (dont elle est secrétaire générale de 1988 à 1991), de la Société des amis des sciences de Poznań, etc.

## Distinctions honorifiques
- Chevalier de l'ordre Polonia Restituta (2013)